# Новий Куганак
Новий Кугана́к (рос. Новый Куганак, башк. Яңы Ҡуғанаҡ) — присілок у складі Кармаскалинського району Башкортостану, Росія. Входить до складу Старобабичевської сільської ради.
Населення — 76 осіб (2010; 55 в 2002).
Національний склад:
- башкири — 56 %
- росіяни — 44 %

## Видатні уродженці
- Калганов Олексій Нестерович — Герой Радянського Союзу.